# The End (zespół muzyczny)
The End – polski zespół rockowy założony w Nowej Dębie. Został laureatem pierwszej edycji przeglądu „Marlboro Rock In ’93”. Był także uczestnikiem festiwali: Krajowy Festiwal Piosenki Polskiej w Opolu i Jarocin. W 1993 r. zespół wydał album The End nakładem firmy Wifon.

## Skład
- Robert Lubera – śpiew, gitara, harmonijka ustna
- Mariusz Koziołkiewicz – instrumenty klawiszowe
- Wojciech Trześniowski – gitara basowa
- Andrzej Paprot – gitara
- Leszek Dziarek – perkusja
- Stanisław Domarski – saksofon
- Andrzej Barnaś – gitara
- Bohdan Grosiak – gitara
- Krzysztof Krupa – perkusja
- Ewa Litwińska – śpiew (gościnnie)
- Monika Nadajewska – instrumenty klawiszowe (gościnnie)

## Dyskografia
- The End (1993, Wifon, MC-296)[2]

## Teledyski
- 1993 „Inny świat”
- 1994 „Zaczynam od nowa”